# 吴玉章 (医学家)
吴玉章（1962年12月—），医学家，中国人民解放军陆军军医大学教授，主要从事蛋白质抗原的免疫识别、分子设计及抗原工程等方面的研究工作。中国工程院院士，入选中华人民共和国教育部第七批“长江学者”特聘教授。